# Antony Santos

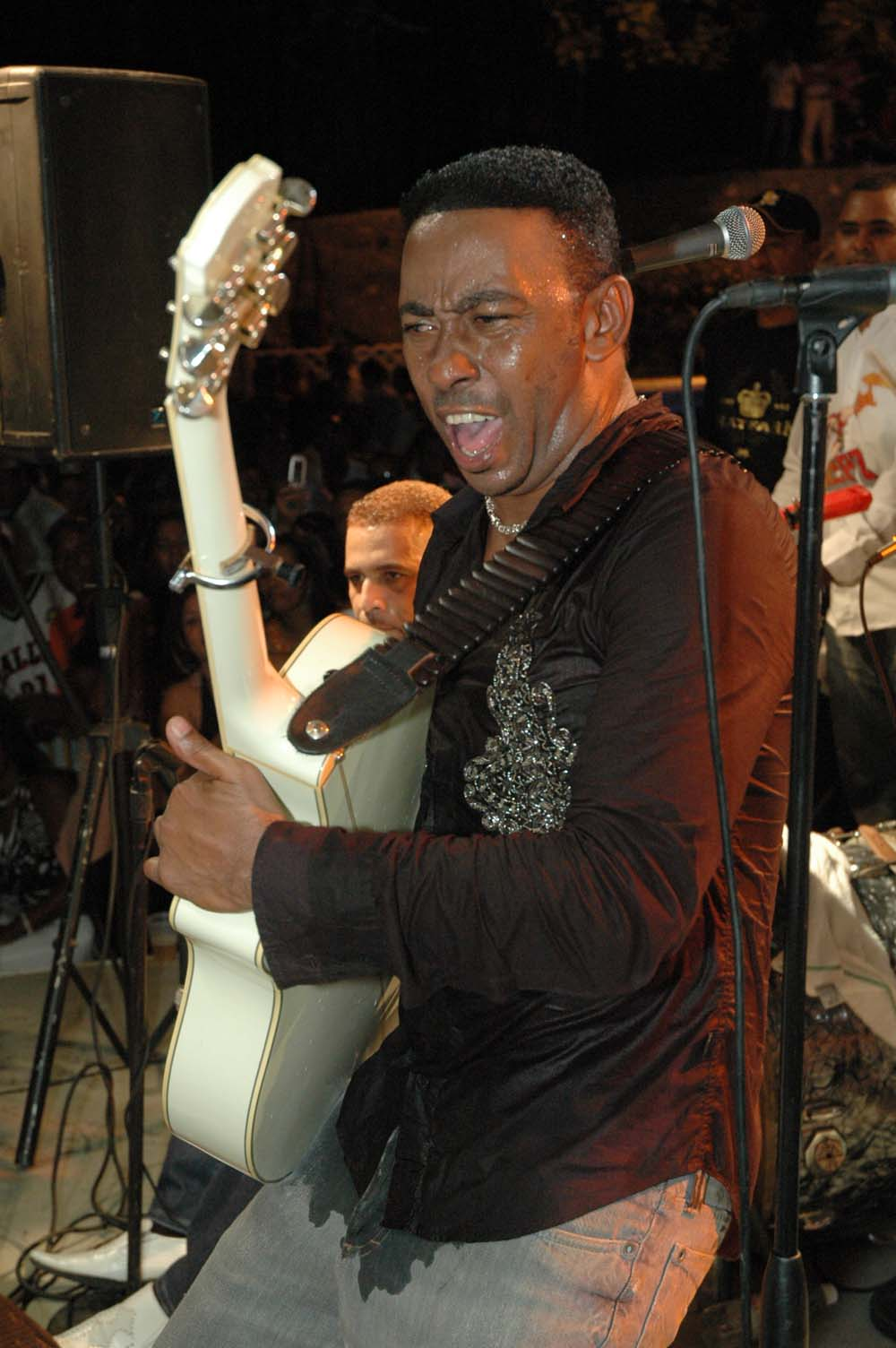
Antony Santos

Domingo Antonio Santos Muñoz, beter bekend als Antony Santos, is een bachata en merengue zanger en musicus uit de Dominicaanse Republiek. Hij werd geboren op 5 mei 1967 in Las Matas de Santa Cruz, in de provincie Monte Cristi.
Santos, ook wel el mayimbe de la bachata of el bachatú genoemd, verkreeg die bijnamen door het grote aantal hits dat hij heeft gescoord op de Dominicaanse radio. Vanaf de jaren ’90 werd hij een bekende stem in de bachata wereld, als eerste bachatero uit het platteland die een hit scoorde onder het grote publiek met “Voy pa’lla”. Door zijn introductie van romantische teksten, werd zijn muziek al gauw meer geaccepteerd dan de schuine, seksistische bachata die men kende van voor Santos. Al gauw werd hij de meest toonaangevende artiest van het genre, terwijl hij tegelijkertijd de bachata op de muzikale kaart van Latijns-Amerika zette.
Antony Santos is momenteel de populairste en best betaalde bachatero in de Dominicaanse Republiek.
- Biblioteca Nacional de España: XX1152266
- Bibliothèque nationale de France: cb15505509d (data)
- International Standard Name Identifier: 0000 0003 7301 8706
- Library of Congress Control Number: no2001039075
- MusicBrainz: fef0e932-c8bc-4ba9-8a37-52aed5b0a633
- Nationale Bibliotheek van Tsjechië: xx0200409
- Virtual International Authority File: 15077606